# 運輸安全委員會 (日本)
運輸安全委員會（日语：／ Un'yu Anzen Iinkai ?），是日本政府的一個機關，專責航空、鐵道及水運的重大事故調查，調查其發生原因，並提出改善建議以防止再發生。該委員會是國土交通省的外局，总部在東京都千代田區霞關。
JTSB的前身是航空、鐵道事故調查委員會與海難審判廳。為統一事權，參考美國國家運輸安全委員會（NTSB）的制度，於2008年10月改組合併為運輸安全委員會。JTSB標誌的球面代表需要探究、保持独立和公道，线代表空气、地和海，绿蓝色代表安全。

## 成立過程
2007年8月，國土交通省就新設運輸安全委員會向總務省行政管理局提出要求，同年12月國土交通大臣與總務大臣達成共識，2008年1月29日向國會提出相關法案，4月25日通過，10月1日正式成立。
運輸安全委員會的母體「航空、鐵道事故調査委員會」是依據國家行政組織法第8條所成立的「審議會等」，其委員長與委員的任命須由兩議院同意，並設有事務局，具有一定獨立性。然而，委員會的職員是由國土交通大臣任命，針對事故並沒有直接建議權等權限。改組後的運輸安全委員會成為以國家行政組織法第3條為依據法條的外局，不僅有獨立的人事管理權，也擁有對事故相關者提出意見的權限。此外，過去海難審判廳中的懲戒審判機能由新設的海難審判所執行。海難審判所最初是規劃為運輸安全委員會的附屬組織，之後改變方針，成為國土交通省直屬的「特別機關」。

## 調査

### 調査對象

#### 航空事故等
- 飛機墜機、相撞或火災
- 飛機造成的人員死傷或物件損壞
- 航空機內的人員死亡（自然死亡等除外）或失蹤
- 飛行中的飛機受損
- 重大意外（認定發生事故的情況）

#### 鐵道事故等
- 列車相撞事故
- 列車脫軌事故
- 列車火災事故
- 其他事故
  - 造成乘客、乘務員等死亡時
  - 5人以上死傷時
  - 鐵道員工操作失誤或車輛及鐵道設施的故障、損傷、破壞等原因導致人員死亡時
  - 特別不尋常時
- 重大意外（認定發生事故的情況）

#### 船舶事故等
- 因船舶運用造成船舶或船舶以外設施損傷
- 船舶構造、設備或運用等造成人員死傷
- 重大意外（認定發生事故的情況）

### 與刑事捜査的關係
事故發生時，運輸安全委員會為了探究事故原因並防止再次發生而進行調查，因此會與警察機關為了追究刑事責任所進行的捜査活動同時進行。為了改善人員訊問與現場取證等的流程，兩方會以備忘錄的方式進行事故調査與犯罪捜査。原則上，日本對於事故現場的保存與相關物證的扣留由警察方處理。
事故調査的報告書是否能用於刑事訴訟一直受到質疑。芝加哥條約第13附約3.1條表示「事故或意外調查的唯一目的，是為了預防事故或意外的再次發生。追究過失及責任非調査活動之目的」，明確區別刑事調查與事故調査。為了避免相關人士因擔心責任追究而避談對自己不利的證言，使得無法究明真正的事故原因，因此事故調査獲得的口述等證據不得用於事故調査以外的領域。然而，現在日本在審判過程中尚未完全排除事故調査報告，有可能會造成證人的寒蟬效應。

## 組織
負責現場調查的調査官隸屬於事務局，非委員會。

### 委員會
- 委員長（專任1人）
- 委員（專任7人、非專任5人）
  - 委員長及委員經兩議院同意，由國土交通大臣任命[6]。任期3年，可連任。任期期滿後須繼續行使職務至繼任者任命為止[7]。
  - 航空事業、鐵道事業、海運・港灣事業從事者不得出任委員長或委員[8]。
  - 由於是特別職公務員（日语：特別職）[9]，不適用國家公務員法（日语：国家公務員法）[10]。
  - 運輸安全委設置法第1條第1項規定委員有守秘義務，但沒有國家公務員法的守秘義務違反罰則[11]。
  - 若委員與事故原因相關人士有密切關係，不得參與該事故調査相關會議。
  - 委員會中可由學術專家擔任非專任的專門委員[12]。
  - 委員會可將事故調査委託給獨立行政法人與民間組織[13][14]。

### 事務局
運輸安全委員會的內部組織由運輸安全委員會設置法、國土交通省組織令與運輸安全委員會事務局組織規則訂定。
- 事務局長
  - 審議官
    - 總務課
      - 國際渉外室
      - 廣報室
      - 會計室
      - 企劃調整官

    - 參事官
      - 事故防止分析官
      - 事故調査調整官（9名）

  - 首席航空事故調査官
    - 次席航空事故調査官(3名）
      - 統括航空事故調査官（4名）

  - 首席鐵道事故調査官
    - 次席鐵道事故調査官(2名）
      - 統括鐵道事故調査官（2名）

  - 首席船舶事故調査官
    - 次席船舶事故調査官(4名）
      - 統括船舶事故調査官（5名）

  - 首席地方事故調査官(4名）
    - 次席地方事故調査官(7名）
      - 統括地方事故調査官（15名）

首席地方事故調査官、次席地方事故調査官及統括地方事故調査官派駐於函館、仙台、橫濱、神戶、廣島、門司、長崎、那霸。

### 地方事務所
在地方海難審判所（含那霸支所）的所在地設有事務所，橫濱、神戶、廣島、門司等事務所所長為首席地方事故調査官，函館、仙台、長崎等事務所所長為次席地方事故調査官，那霸事務所長為統括地方事故調査官。
這些地方事務所非組織法令上的正式組織，組織法令規定於地方配置地方事故調査官。
地方事故調査官除了調查旅客死亡等的重大船舶事故，也對航空事故與鐵道事故進行初步調查。

## 歷代委員長
- 表中同時記載前身的航空事故調査委員會委員長及航空、鐵道事故調査委員會委員長。
- 委員長任期3年，可再任。同人連任時以不同代數表示。
- 卸任日的（願）代表任期途中依願卸任，（亡）代表任中死亡，（法）代表法令改正變更官職名稱等。（續）代表因繼任者未定而繼續行使職務的任期期滿者（並備註原來的任期結束日）。
- 1974年3月2日守屋富次郎死亡至同年6月1日岡田實任命之間，委員長為空缺。當時在第72回國會（常會）會期中，不適用當時的航空事故調査委員會設置法第6條第2項規定（休會任命）。
- 1977年1月10日任期期滿的隔日（1月11日）至同年2月22日岡田實再次任命之間，委員長為空缺。當時的航空事故調査委員會設置法第7條未規定任期期滿者須在繼任者任命前繼續行使職務。
- 2001年10月1日委員會名稱、委員長官職名變更，委員長不須重新獲得兩議院同意，不須發出新人事令，也不適用「假性任命」（みなし任命），不更改代數。
- 2008年10月1日委員會名稱、委員長官職名變更，委員長不須重新獲得兩議院同意，也不須發出新人事令，但依國土交通省設置法等部分修正法（平成20年法律第26號）附則第3條第1項前段規定，適用「假性任命」，組織也從八條委員會「升格」為三條委員會，因此需計算代數。

| 代                             | 姓名       | 在任期間                                       | 主要前職                                         |
| ------------------------------ | ---------- | ---------------------------------------------- | ------------------------------------------------ |
| 航空事故調査委員會委員長       |            |                                                |                                                  |
| 1                              | 守屋富次郎 | 1974年1月11日 - 1974年3月2日（亡）             | 東京大學教授、防衛大學校教授、技術研究本部長     |
| 2                              | 岡田實     | 1974年6月1日 - 1977年1月10日                   | 大阪大學總長、航空事故調査委員會委員             |
| 3                              | 岡田實     | 1977年2月22日 - 1980年2月21日                  | 大阪大學總長、航空事故調査委員會委員             |
| 4                              | 八田桂三   | 1980年2月22日 - 1983年2月21日                  | 東京大學宇宙航空研究所長、航空事故調査委員會委員 |
| 5                              | 八田桂三   | 1983年2月22日 - 1985年10月9日（願）            | 東京大學宇宙航空研究所長、航空事故調査委員會委員 |
| 6                              | 武田峻     | 1985年10月9日 - 1986年2月21日                  | 航空宇宙技術研究所長                             |
| 7                              | 武田峻     | 1986年2月22日 - 1989年2月21日                  | 航空宇宙技術研究所長                             |
| 8                              | 武田峻     | 1989年2月22日 - 1992年2月21日                  | 航空宇宙技術研究所長                             |
| 9                              | 竹內和之   | 1992年2月22日 - 1995年2月21日                  | 航空宇宙技術研究所長、航空事故調査委員會委員     |
| 10                             | 竹內和之   | 1995年2月22日 - 1998年2月21日                  | 航空宇宙技術研究所長、航空事故調査委員會委員     |
| 11                             | 相原康彥   | 1998年2月22日 - 2001年2月21日                  | 東京大學教授                                     |
| 12                             | 佐藤淳造   | 2001年2月22日 - 2001年9月30日（法）            | 東京大學教授                                     |
| 航空、鐵道事故調査委員會委員長 |            |                                                |                                                  |
| 12                             | 佐藤淳造   | 2001年10月1日 - 2004年2月21日                  | （同上）                                         |
| 13                             | 佐藤淳造   | 2004年2月22日 - 2007年2月21日                  | （同上）                                         |
| 14                             | 後藤昇弘   | 2007年2月22日 - 2008年9月30日（法）            | 九州大學大學院教授                               |
| 運輸安全委員會委員長           |            |                                                |                                                  |
| 1                              | 後藤昇弘   | 2008年10月1日 - 2010年2月21日                  | （同上）                                         |
| 2                              | 後藤昇弘   | 2010年2月22日 - 2013年2月27日（續）（2月21日） | （同上）                                         |
| 3                              | 後藤昇弘   | 2013年2月27日 - 2016年2月26日                  | （同上）                                         |
| 4                              | 中橋和博   | 2016年2月27日 -                                | 宇宙航空研究開發機構理事                         |

## 委員長及委員
現任委員長及委員如下。
- 委員長：中橋和博
- 委員：石川敏行
- 委員：宮下徹
- 委員：丸井祐一
- 委員：奥村文直
- 委員：石田弘明
- 委員：佐藤雄二
- 委員：田村兼吉
- 委員（非專任）：田中敬司
- 委員（非專任）：中西美和
- 委員（非專任）：岡村美好
- 委員（非專任）：土井美和子
- 委員（非專任）：岡本滿喜子

## 其他主題
- 航空、鐵道事故調查委員會
- 他國對應機構
  - 美國國家運輸安全委員會
  - 印尼國家運輸安全委員會（英语：National Transportation Safety Committee）
  - 澳大利亞交通安全局（英语：Australian Transport Safety Bureau）
  - 國家運輸安全調查委員會(台灣)